# Kisei femminile 23
La 23ª edizione del Kisei femminile è stata vinta dalla sfidante Suzuki Ayumi 7d contro la detentrice del titolo, Ueno Asami.

## Determinazione della sfidante
|  | Ottavi di finale       | Ottavi di finale       | Ottavi di finale |  |  | Quarti di finale       | Quarti di finale       | Quarti di finale     |     |                 | Semifinali      | Semifinali  | Semifinali |  |  | Finale | Finale | Finale |
|  |                        |                        |                  |  |  |                        |                        |                      |     |                 |                 |             |            |  |  |        |        |        |
|  | Ono Ayako 1d           |                        |                  |  |  |                        |                        |                      |     |                 |                 |             |            |  |  |        |        |        |
|  | Nyu Eiko 2d            | Nyu Eiko 2d            | N+R              |  |  | Nyu Eiko 2d            | Nyu Eiko 2d            | N+3,5                |     |                 |                 |             |            |  |  |        |        |        |
|  | Xie Yimin 6d           | Xie Yimin 6d           | B+R              |  |  | Xie Yimin 6d           | Xie Yimin 6d           |                      |     |                 |                 |             |            |  |  |        |        |        |
|  | Yashiro Kumiko 6d      | Yashiro Kumiko 6d      |                  |  |  |                        |                        |                      |     | Nyu Eiko 2d     | Nyu Eiko 2d     | B+R         |            |  |  |        |        |        |
|  | Nishiyama Shizuka 1d   | Nishiyama Shizuka 1d   | B+6,5            |  |  |                        | Nishiyama Shizuka 1d   | Nishiyama Shizuka 1d |     |                 |                 |             |            |  |  |        |        |        |
|  | Aoki Kikuyo 8d         | Aoki Kikuyo 8d         |                  |  |  | Nishiyama Shizuka 1d   | Nishiyama Shizuka 1d   | B+9,5                |     |                 |                 |             |            |  |  |        |        |        |
|  | Koyama Terumi 6d       | Koyama Terumi 6d       | B+6,5            |  |  | Koyama Terumi 6d       | Koyama Terumi 6d       |                      |     |                 |                 |             |            |  |  |        |        |        |
|  | Osawa Narumi 4d        | Osawa Narumi 4d        |                  |  |  |                        |                        |                      |     |                 | Nyu Eiko 2d     | Nyu Eiko 2d |            |  |  |        |        |        |
|  | Mukai Chiaki 6d        | Mukai Chiaki 6d        |                  |  |  |                        | Suzuki Ayumi 7d        | Suzuki Ayumi 7d      | B+R |                 |                 |             |            |  |  |        |        |        |
|  | Fujisawa Rina Tachiaoi | Fujisawa Rina Tachiaoi | N+2,5            |  |  | Fujisawa Rina Tachiaoi | Fujisawa Rina Tachiaoi |                      |     |                 |                 |             |            |  |  |        |        |        |
|  | Suzuki Ayumi 7d        | Suzuki Ayumi 7d        | N+R              |  |  | Suzuki Ayumi 7d        | Suzuki Ayumi 7d        | B+8,5                |     |                 |                 |             |            |  |  |        |        |        |
|  | Tsuji Hana 1d          | Tsuji Hana 1d          |                  |  |  |                        |                        |                      |     | Suzuki Ayumi 7d | Suzuki Ayumi 7d | B+4,5       |            |  |  |        |        |        |
|  | O Keii 3d              | O Keii 3d              |                  |  |  |                        | Mannami Nao 4d         | Mannami Nao 4d       |     |                 |                 |             |            |  |  |        |        |        |
|  | Kato Chie 1d           | Kato Chie 1d           | N+2,5            |  |  | Kato Chie 1d           | Kato Chie 1d           |                      |     |                 |                 |             |            |  |  |        |        |        |
|  | Nakamura Sumire 1d     | Nakamura Sumire 1d     |                  |  |  | Mannami Nao 4d         | Mannami Nao 4d         | B+12,5               |     |                 |                 |             |            |  |  |        |        |        |
|  | Mannami Nao 4d         | Mannami Nao 4d         | N+R              |  |  |                        |                        |                      |     |                 |                 |             |            |  |  |        |        |        |

## Finale
La finale è una sfida al meglio delle tre partite, e si è disputata tra la campionessa in carica Ueno Asami e la sfidante Ayumi Suzuki. All'inizio della finale, il parziale tra le due goiste è di 2-0 per Ueno.
| Giocatore           | 1     | 2   | 3     | T |
| ------------------- | ----- | --- | ----- | - |
| Ueno Asami Kisei f. |       | B+R |       | 1 |
| Suzuki Ayumi 7d     | B+3,5 |     | N+3,5 | 1 |

Suzuki ha vinto per la prima volta il Kisei, alla sua prima finale